# Скугсваллен
Стадион «Скугсваллен» (швед. Skogsvallen) — спортивное сооружение в Несшё, Швеция. Сооружение предназначено для проведения матчей по хоккею с мячом. Арену для домашних игр использует, команда по хоккею с мячом — Несшё ИФ. Трибуны спортивного комплекса вмещают 9 118 зрителей.
Открыта арена в году.
Инфраструктура: искусственный лёд.

## Информация
Адрес: Несшё, Skogsvallen 1 (Nässjö)